# Kosmas av Aitolien
Kosmas av Aitolien (grekiska: Κοσμάς Αιτωλός/Kosmas Aitolos), född 1714, död 1779, var en munk inom den grekisk-ortodoxa kyrkan. Kosmas räknas vara en isapostolos för sina insatser i Grekland under den grekiska upplysningen.
Kosmas föddes i en grekisk by, kallad Mega Dendron, i regionen Aitolien. Han studerade grekiska och teologi innan han blev munk efter en resa till berget Athos, där han även gick i den teologiska akademin. Därefter reste han genom västra och norra Grekland för att uppmana ortodoxa kristna att etablera skolor. Under sexton år etablerade han mer än hundra skolor. Han tog bestämt avstånd från användandet av arumänska och albanska hos befolkningen, vars föräldrar han uppmanade att låta sina barn lära sig grekiska eftersom det var "kyrkans språk"..
"Ni, mina bröder, skall studera så mycket som ni bara kan. Och om ni fäder inte har gjort det, uppmana era barn att lära sig grekiska eftersom vår kyrka använder grekiska. Och om ni, mina bröder, inte lär er grekiska, då kan ni ej förstå vad vår kyrka bekänner."
Efter den misslyckade grekiska revolutionen på Peloponnesos 1770 började de turkiska härskarna att misstänka honom för att vara en rysk agent. Resultatet blev att tillfångatogs och avrättades i närheten av staden Berat den 24 augusti 1779.
Ali Pasha av Tepelenë, en muslimsk alban som härskade över Epirus, byggde ett kloster i närheten av Kosmas avrättningsplats 1812. I klostret förvaras Kosmas kvarlevor.
Kosmas blev officiellt helgoförklarad av patriarken av Konstantinopel den 20 april 1961. Minnet av isapostolos Kosmas av Aitolien helgas den 24 augusti, vilket är dagen för hans martyrdöd.